# 1989년 한국프로야구 포스트시즌
1989년 한국프로야구 포스트시즌은 10월 8일부터 11월 1일까지 치러졌다.

## 준플레이오프
1989년부터 단일리그제가 시행된 한국 프로야구는, 포스트시즌 제도에 준플레이오프가 신설되었다. 그 첫 맞대결은 3위 태평양 돌핀스와 4위 삼성 라이온즈였는데 삼성은 대구 2차전만 이겼을 뿐 인천 1차전,3차전에서 패퇴했고 2차전에서 김용국이 역전 결승만루홈런을 쳐  포스트시즌 11연패를 끊은 것을  위안삼았다.
이에 삼성은 준플레이오프 패퇴 원인이 정신력 해이라고 지적한 뒤 1990년 초 야간산행을 비롯하여 공수부대에서 유격훈련,담력훈련 등의 강도 높은 극기훈련을 실시했으며 당시 투수들은 국내 프로야구 처음이자 마지막 필리핀 전지훈련을 마티 코치와 함께 실시하기도  했다.

### 1차전
- 10월 8일 - 숭의야구장
- 중계: MBC TV

| 팀                                                                  | 1 | 2 | 3 | 4 | 5 | 6 | 7 | 8 | 9 | 10 | 11 | 12 | 13 | 14 | R | H | E |
| 삼성 라이온즈                                                       | 0 | 0 | 0 | 0 | 0 | 0 | 0 | 0 | 0 | 0  | 0  | 0  | 0  | 0  | 0 | 8 | 0 |
| 태평양 돌핀스                                                       | 0 | 0 | 0 | 0 | 0 | 0 | 0 | 0 | 0 | 0  | 0  | 0  | 0  | 3x | 3 | 7 | 0 |
| 승리 투수: 박정현 패전 투수: 김성길 홈런: 태평양 – 김동기(14회 3점) |   |   |   |   |   |   |   |   |   |    |    |    |    |    |   |   |   |

삼성은 성준, 태평양은 박정현이 선발 등판하였다. 양팀 모두 정규이닝을 무득점으로 마친뒤 연장 13회까지도 무득점이었다. 태평양이 연장 14회말 선두타자 김일권의 안타로 출루한뒤, 홍문종과 유동효가 외야플라이로 물러났으나 여태구의 안타와 도루로 2사 2,3루 찬스에서 김동기가 삼성 김성길에게 끝내기 홈런을 쳐서 태평양의 창단 첫 포스트시즌을 승리로 장식하였다. 박정현은 14이닝 무실점으로 KBO리그 최다이닝 완봉승을 장식하였다.

### 2차전
- 10월 9일 - 대구시민운동장 야구장
- 중계: KBS 1TV

| 팀                                                                              | 1 | 2 | 3 | 4 | 5 | 6 | 7 | 8 | 9 | R | H | E |
| 태평양 돌핀스                                                                   | 0 | 0 | 2 | 0 | 0 | 0 | 1 | 0 | 0 | 3 | 8 | 0 |
| 삼성 라이온즈                                                                   | 0 | 0 | 0 | 0 | 0 | 4 | 0 | 0 | X | 4 | 5 | 1 |
| 승리 투수: 유명선 패전 투수: 최창호 세이브: 권영호 홈런: 삼성 – 김용국(6회 4점) |   |   |   |   |   |   |   |   |   |   |   |   |

### 3차전
- 10월 11일 - 숭의야구장
- 중계: KBS 2TV

| 팀                                                                 | 1 | 2 | 3 | 4 | 5 | 6 | 7 | 8 | 9 | 10 | R | H  | E |
| 삼성 라이온즈                                                      | 0 | 0 | 0 | 1 | 0 | 0 | 0 | 0 | 0 | 0  | 1 | 7  | 0 |
| 태평양 돌핀스                                                      | 0 | 0 | 1 | 0 | 0 | 0 | 0 | 0 | 0 | 1x | 2 | 11 | 3 |
| 승리 투수: 양상문 패전 투수: 유명선 홈런: 태평양 – 이광길(3회 1점) |   |   |   |   |   |   |   |   |   |    |   |    |   |

## 플레이오프
플레이오프에서는 태평양과 해태가 격돌했는데 전년도에 이어 2년 연속으로 지방팀끼리의 플레이오프 경기였으며 만약 4차전까지 두 팀이 3승을 거두지 못하면 5차전을 잠실에서 개최할 예정이었으나 전년도(빙그레)가 그랬던 것처럼 해태의 3연승으로 무산됐고 태평양은 15선발승(이강철과 공동 1위)으로 최다 선발승을 기록한 에이스 박정현이 준플레이오프 3차전서 갑자기 허리통증을 호소하며 자진강판하여  플레이오프에 등판하지 못해 3연패했다.

### 1차전
- 10월 14일 - 광주무등경기장 야구장
- 중계 : KBS 2TV

| 팀                                                               | 1 | 2 | 3 | 4 | 5 | 6 | 7 | 8 | 9 | R  | H  | E |
| 태평양 돌핀스                                                    | 0 | 0 | 0 | 0 | 1 | 0 | 0 | 0 | 0 | 1  | 5  | 0 |
| 해태 타이거즈                                                    | 0 | 0 | 0 | 1 | 0 | 2 | 6 | 1 | X | 10 | 15 | 4 |
| 승리 투수: 선동열 패전 투수: 김신부 홈런: 해태 – 김종모(7회 3점) |   |   |   |   |   |   |   |   |   |    |    |   |

### 2차전
- 10월 15일 - 광주무등경기장 야구장
- 중계 : MBC TV

| 팀                                                               | 1 | 2 | 3 | 4 | 5 | 6 | 7 | 8 | 9 | R | H | E |
| 태평양 돌핀스                                                    | 0 | 0 | 0 | 0 | 0 | 0 | 0 | 0 | 0 | 0 | 3 | 0 |
| 해태 타이거즈                                                    | 0 | 0 | 0 | 0 | 0 | 0 | 1 | 0 | X | 1 | 6 | 0 |
| 승리 투수: 조계현 패전 투수: 최창호 홈런: 해태 – 김성한(7회 1점) |   |   |   |   |   |   |   |   |   |   |   |   |

### 3차전
- 10월 17일 - 숭의야구장
- 중계 : KBS 1TV

| 팀                                                               | 1 | 2 | 3 | 4 | 5 | 6 | 7 | 8 | 9 | R | H | E |
| 해태 타이거즈                                                    | 0 | 3 | 0 | 0 | 0 | 0 | 2 | 0 | 0 | 5 | 8 | 0 |
| 태평양 돌핀스                                                    | 0 | 0 | 0 | 0 | 0 | 0 | 1 | 0 | 0 | 1 | 7 | 1 |
| 승리 투수: 선동열 패전 투수: 정명원 홈런: 해태 – 장채근(7회 1점) |   |   |   |   |   |   |   |   |   |   |   |   |

## 한국시리즈
4년 연속 한국시리즈 무대에 오른 해태는, 1988년에 이어 두 번째로 만난 빙그레 이글스에 1패 뒤 내리 4연승을 거둬 4년 연속 우승을 차지했다.

## 같이 보기
- 1989년 대한민국 프로 야구